# Okręty patrolowe typu Deirdre
Okręty patrolowe typu Deirdre – typ czterech irlandzkich okrętów patrolowych, zbudowanych dla irlandzkiej marynarki wojennej w latach 70. XX wieku w stoczni Verolme Dockyard w Cork. Podstawowym zadaniem wykonywanym przez okręty jest patrolowanie irlandzkiej wyłącznej strefy ekonomicznej.
Pierwszy okręt typu – "Deirdre" wszedł do służby w 1972 roku, będąc jednocześnie pierwszym okrętem irlandzkich sił zbrojnych, który zbudowano w Irlandii. Kolejne trzy jednostki (uznawane czasem za osobny typ Emer), w których przeprowadzono szereg modyfikacji poprawiających m.in. stabilność na morzu, oddano do służby w latach 1978-1980. W 2001 roku ze służby wycofano okręt "Deirdre".

## Okręty
- "Deirdre" (P20)
- "Emer" (P21)
- "Aoife" (P22)
- "Aisling" (P23)